# Шатовер
Шатовер (фр. Châteauvert) насеље је и општина у Француској у региону Прованса-Алпи-Азурна обала, у департману Вар која припада префектури Брињол.
По подацима из 2011. године у општини је живело 137 становника, а густина насељености је износила 4,98 становника/km². Општина се простире на површини од 27,52 km². Налази се на средњој надморској висини од 187 метара (максималној 561 m, а минималној 162 m).

## Демографија
| 1962. | 1968. | 1975. | 1982. | 1990. | 1999. | 2011. |
| ----- | ----- | ----- | ----- | ----- | ----- | ----- |
| 89    | 125   | 76    | 100   | 105   | 107   | 137   |

График промене броја становника у току последњих година